# Lithostege deserticola
Lithostege deserticola är en fjärilsart som beskrevs av Barnes och Mcdunnough 1916. Lithostege deserticola ingår i släktet Lithostege och familjen mätare. Inga underarter finns listade i Catalogue of Life.